# Ingela Hildestedt
Boel Ingela Hildestedt, född den 24 augusti 1958 i Malmö, är en svensk journalist och författare.
Hennes debutroman "Landskapet avslöjar ingen" recenserades i tidskriften QX som "en bok med något så ovanligt som lesbiska inslag ... om idrottsläraren Sara som trots sina äktenskapliga band till Kristian förälskar sig i Helena och som får sina känslor besvarade ... ett triangeldrama som tar sig ytterligare en oväntad vändning".
Hennes roman "Göteborgsgata, brandgul sol" recenserades i Svenska Dagbladet med att Hildestedt "förtjänar uppskattning för den tilltalande grundidén och för ambitionen att skapa ett gott gifte mellan bildkonst och litteratur" där huvudpersonen Linnéa fascineras av göteborgskoloristen Åke Göranssons liv och verk.